# Gerippte Punktschnecke
Die Gerippte Punktschnecke (Paralaoma servilis) ist eine Schneckenart in der Familie der Punktschnecken (Punctidae) aus der Unterordnung der Landlungenschnecken (Stylommatophora).

## Merkmale
Das rechtsgewundene, sehr kleine Gehäuse ist sehr niedrig-konisch. Es misst nur 1,5 bis 2 mm in der Breite und 1 mm in der Höhe. Im Adultstadium hat das Gehäuse 3½ Windungen. Die Windungen nehmen rasch zu und sind an der Peripherie gut gewölbt. Die letzte Windung ist schwach geschultert; an der Peripherie deutet sich ein schwacher Kiel an. Die Mündung steht etwas schräg zur Windungsachse, ist rundlich und durch die vorher gehende Windung nur wenig eingedellt. Der Mundsaum ist dünn, gerade und nur im Nabelbereich ein wenig umgebogen. Der Nabel ist groß und weit offen; er nimmt etwa ein Viertel bis ein Fünftel der Gehäusebreite ein. 
Das Gehäuse ist gelblichbraun. Die Oberfläche zeigt sehr feine, regelmäßig angelegte, Anwachsstreifen in weiten Abständen. Eine feine Spiralstreifung ist nur unter höherer Vergrößerung zu erkennen. 

## Ähnliche Arten
Die Umgänge erweitern sich bei Paralaoma servilis etwas stärker als bei der Punktschnecke (Punctum pygmaeum). Gittenbergia sororcula ist bei 3½ Windungen größer, die Punktschnecke deutlich kleiner.

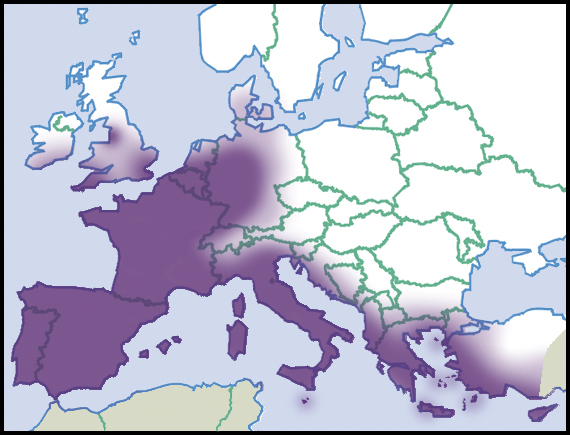
Verbreitung der Art in Europa und der Westtürkei

## Geographische Verbreitung und Lebensraum
Die Art ist durch anthropogene Verschleppung weltweit verbreitet. Das ursprüngliche Verbreitungsgebiet ist nicht genau bekannt. Da die anderen Arten der Gattung Paralaoma in Australien, Neuseeland und einigen südpazifischen Inseln vorkommen, wird spekuliert, dass dies auch das ursprüngliche Verbreitungsgebiet der Gerippten Punktschnecke war. Allerdings gibt es auch Vermutungen, dass die Art schon in vorgeschichtlicher Zeit im Mittelmeerraum vorkam, d. h. ein größeres ursprüngliches Verbreitungsgebiet hatte. Neuere Nachweise in entlegenen Gebieten durch anthropogene Verschleppung sind die Osterinsel, Hawaii, Kolumbien und Argentinien.
Die Vorkommen in Deutschland konzentrieren sich auf Gärten und Parks, hauptsächlich in Südwestdeutschland. Die Art ist vermutlich mit Pflanzen aus dem Mittelmeergebiet eingeschleppt worden.
Die Tiere leben in der Bodenstreu an feuchten, schattigen Standorten in Gärten, Parks, entlang von Straßen und ernähren sich von Detritus und verrottendem Pflanzenmaterial.

## Taxonomie
Das Taxon wurde 1852 von Robert James Shuttleworth als Helix servilis begründet. Das Taxon ist in der Literatur unter diversen Namen (Synonymen) zu finden: Toltecia pusilla (Lowe, 1831), Pleuropunctum micropleuros (Paget), Punctum pusillum (Lowe), Vallonia patens und Paralaoma caputspinulae.
Das Taxon ist allgemein anerkannt.